# Ivana Ergić
 Ivana Ergić (Zagreb, 1972.), hrvatska arhitektica.
Diplomirala je 1998. godine na Arhitektonskom fakultetu sveučilišta u Zagrebu. Od 1994 aktivno sudjeluje na arhitektonskim natječajima, izložbama, arhitektonskim radionicama samostalno i u suradnji s arhitektima: 
Tomislavom Rukavinom, Vanjom Ilić, Zorislavom Petrićem, Vesnom Milutin, Vedranom Ergić i Markom Murtićem. 
2000. godine osniva CAPSULA studio u Zagrebu u kome djeluje s Vanjom Ilić i Vesnom Milutin. Od 2003. godine član je Stručnog savjeta UHA-e. 
2005. godine postala je vanjski suradnik na Arhitektonskom fakultetu Sveučilišta u Zagrebu, asistent na kolegijima Arhitektonsko projektiranje III, IV, V. 

## Začajnije realizacije - CAPSULA studio
2000.
- Interijer poslovnog prostora EAN Croatia u Zagrebu

- Trg kralja Tomislava, Samobor (Ergić, Ilić, Petrić i Milutin – koautor)

2001.
- Oblikovanje korporativnog namještaja i standarda uređenja interijera prodajnih mjesta HT-a   ( Ergić, Ilić, Milutin).

- Interijer poslovnog prostora Plavi film, Buzin (Ergić, Ilić, Milutin).

2002.
- Promotivni štand kištra, Interliber 2002, Zagrebački Velesajam (Ergić).

- Interijer dvorane A Fakulteta političkih znanosti, Zagreb   (Ergić, Ilić, Milutin).

- Interijer poslovnog prostora Infokod, Zagreb (Ergić, Ilić, Milutin).

2003.
- Promotivni štand transparent book, Interliber 2003, Zagrebački Velesajam (Ergić).

- Scenografija modne revije L’Oreal, Gliptoteka, Zagreb   (Ergić, Milutin).

2004.
- Stambeno poslovna zgrada iz programa POS-a u Cresu  (Ergić, Ilić, Milutin).

- Interijer restorana i recepcije Makronova centra, Zagreb  (Ergić, Milutin).

- Promotivni štand 100%  book, Interliber 2004, Zagrebački Velesajam. (Ergić).

- Interijer stambenog prostora u Bosanskoj ulici u Zagrebu (Ergić, Milutin).

- Oblikovanje i uredništvo Kataloga natječaja za poslovnu zgradu Erstebank u Zagrebu. (Ergić, Milutin).

2005.
- Stambena zgrada u Rematama, Zagreb, (Ergić, Milutin).

- Rekonstrukcija i dogradnja obiteljske kuće na Markuševcu, Zagreb, (Ergić, Milutin).

- Stambena zgrada na Trešnjevci, Zagreb  (Ergić, Milutin).